# Cerapachys potteri
Cerapachys potteri é uma espécie de formiga do gênero Cerapachys.